# Водник
 За митологичното същество вижте Водник (митология).  
Водник е кът за съхранение на вода в старите български къщи. Може да бъде отделно самостоятелно помещение от къщата, дъска, на която се слагат съдовете (котли, менци, стомни) или дъска с клинове, на които те се окачат. Освен с тази си функция водникът е натоварен с определена роля във вярванията и обредите на българите.
Когато след сватбата невестата влезе за първи път в новата си къща, тя отива при водника и му се покланя като знак, че тя щу бъде тази, която вече ще носи вода в къщата.
За калта, образуваща се под водника, също се вярва, че има магическа сила. Когато някое дете, мома или булка са особено красиви, се взема кал от водника и се мазват по челото против уроки. Кал от водника се използва и при обичая Мишинден – с нея се „замазват“ очите на мишките.
Водник в Кюстендилско (Трекляно) наричат също сорт зимна круша. Водник в Троянско също е сорт круша, но не зимна.